# Лампада Лусаворича
Лампада Лусаворича — одна из лампад при Гробе Господнем, принадлежащая Армянской апостольской церкви и используемая на особом богослужении в иерусалимском храме Воскресения Христова в Великую субботу, накануне Пасхи для принятия Святого Света и последующего возжигания от него светильников для раздачи всем присутствующим. Названа в честь святого Григория Просветителя (по-армянски Сурб Григор Лусаворич) — просветителя Армении и первого Католикоса всех армян, особо поминаемого армянскими священнослужителями и паломниками при схождении Святого Света.

## Свидетельства современников

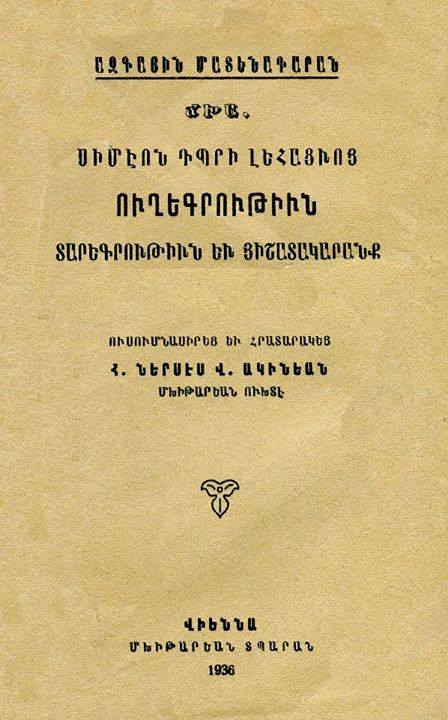
Обложка издания «Путевых заметок» Симеона Лехаци

Последовательность предпасхального богослужения в храме Гроба Господня и само название «Лампада Лусаворича» зафиксировал между 1608 и 1619 годом армянский писатель и путешественник Симеон Лехаци (1584—1639), совершивший паломничество по Святым местам в ходе своего 12-летнего путешествия. В своих «Путевых заметках» Симеон, в частности, пишет:

…Затем наш патриарх жалобным голосом и плача говорит народу: «Будьте осторожны и остерегайтесь грехов, ибо приближается пришествие света. Смотрите, чтобы среди вас не оказался крамольник или злопамятный, или распутник, или маловер, непокаявшийся или неисповедовавшийся. Знайте, что из-за наших грехов запретит Христос [сошествие] света». И говорит ещё много других речей и поучений. Затем велит трижды прочесть жалобным голосом: «Господи, помилуй».
Вслед за тем мужчины и женщины три раза, а старики и дети дважды кричат: «Славою Лусаворича восславим Господа бога!», потом поют шаракан: «Светися, Иерусалим, ибо приспел свет Христа», и ещё: «Радуйся, святая церковь». Вдруг неожиданно раздаётся страшный гром, так что некоторые даже цепенеют [от ужаса]. Затем появляются голуби, летящие к куполу.
И снова дважды и трижды поют и возглашают: «Господи, помилуй народ» и «Славою Лусаворича восславим Господа бога!». Вновь гремит и сотрясается святая могила Христа. Приготовившиеся и облачившиеся монахи берут в руки крест, евангелие, кадило, хоругвь, а дьяконы, дпиры и клирики берут рипиду, кимвалы, а прочие – [что-нибудь] другое. Паронтер приказывает всем примириться и поцеловаться друг с другом, ибо Христос не подходит к грешникам и злопамятным, но бежит от них.
И вновь трижды громогласно возглашают: «Господи, помилуй», а вслед за тем: «Славою Лусаворича восславим Господа бога!». Могила страшно гремит, и на ней появляются большие трещины, оттуда излучается свет и через окно выходит наружу.
Увидев свет, начинают снимать печать. Сперва входит абиссинец, следом армянин, а затем грек. Наш паронтер пригласил католикоса Ованнеса, [который] облачился в ризы, омофор и возложил на голову тиару, как во время святой литургии.
И увидели [в яме] лампаду армян зажжённою, почему она и называется лампадой Лусаворича.

От неё зажигают светильники, и, выйдя наружу, патриарх каждого племени поочерёдно дает свет своему племени, а они, взяв [свет], касаются его лицами и бородами, и он не жжёт, ибо это ещё не огонь, но свет; лишь пройдя через третьи руки, [он] начинает жечь; тогда [все] поочерёдно, один за другим входят в часовню, святая могила становится красной, раскалённой и горячей, и [с неё] катятся [капли] пота в виде гороха, который стирают тряпками, и на тряпках словно грязь виден пот. Зажигают 12 лампад…— Симеон Лехаци. Путевые заметки. — М.год=1965. — С. 215–216.
Описание Симеона Лехаци относится к началу XVII века, когда главенствующей на церемонии церковью была Эфиопская православная церковь, то есть в Гроб за Светом входил первым эфиоп, потом армянин, и уже третьим грек. В те времена Эфиопская империя (Абиссиния) была единственно независимой христианской страной на Востоке, и царь Эфиопии делал щедрые пожертвования в Иерусалим.
Как видно из описания, уже в те времена прославление Григория Просветителя–Григора Лусаворича занимало особое место в литургии принятия Святого Света. Неудивительно, что и лампада, от которой армянский Иерусалимский патриарх Паронтер осуществлял первую раздачу Света, также получила прозвание в честь просветителя всех армян: это действие несло в себе второй смысл, символизируя не только выход из Гроба «Света Истинного» (воскресшего Иисуса Христа), но также и свет христианской веры и знаний, который принёс армянам святой Григорий.